# 小阿河 (阿巴赫河支流)
51°29′25″N 8°44′57″E / 51.49028°N 8.74917°E
小阿河（德語：Kleine Aa），是德國的河流，位於該國西部，處於北萊茵-威斯特法倫州，屬於阿巴赫河的右支流，河道全長5.5公里，流域面積6.1平方公里。